# Звуковой компакт-диск
Звуково́й компа́кт-диск (англ. Compact Disc Digital Audio, CDDA, также называемый Audio CD и Red Book) — международный стандарт хранения оцифрованного звука на компакт-дисках, представленный фирмами Philips и Sony.
Звуковая информация представлена в импульсно-кодовой модуляции с частотой дискретизации 44,1 кГц и битрейтом 1411,2 кбит/с, 16 бит стерео.

## История
Проект компакт-диска был предложен после коммерческой неудачи технологии видеодисков фирмы Philips в 1978 году. Видеодиск был одним из первых коммерческих продуктов, использующих преимущества лазерной технологии, которая позволяла производить считывание с диска без механического контакта.
Исследования начались ещё в 1969 году и вдохновили итальянца Антонио Руббиани (Antonio Rubbiani), который продемонстрировал прототип системы видеодиск за 12 лет до появления его на рынке.
В 1970 году Philips начала работать над системой аудиодиска, которая называлась ALP (англ. audio long play — долгоиграющая аудиосистема), конкурирующей с грамзаписью, но использующей лазерную технологию. Технический директор фирмы Philips Лу Оттенс (Lou Ottens) первым предложил, что система ALP должна быть физически меньше долгоиграющей грампластинки и вмещать до 1 часа звукового материала.
На ранней стадии проекта прорабатывалась идея записи квадрофонического звука, но диск с часовой записью в таком случае получался диаметром 20 см, и от неё отказались.
В 1977 году фирма Philips приступила к разработке нового аудиоформата более серьёзно. Обсуждалось название продукта, рассматривались такие варианты, как Mini Rack, MiniDisc и Compact Rack. Команда сошлась на названии «компакт-диск» из-за предположения о том, что это напомнит покупателям об успехе компакт-кассеты.
В марте 1979 года Philips провела пресс-конференцию, где представила качество звука компакт-диска, а также чтобы произвести впечатление на конкурентов. Через неделю в Японии было заключено соглашение с фирмой Sony по созданию стандарта на компакт-диск.
Планы Philips по выпуску дисков диаметром 11,5 см были изменены Sony, которая настояла, что диск должен полностью вмещать девятую симфонию Бетховена. Длительность симфонии составляла 74 минуты, поэтому размер диска был увеличен до 12 см.
В 1980 году Philips и Sony выпустили стандарт Red Book, ставший затем стандартом компакт-дисков. В дальнейшем компании раздельно работали над устройствами для воспроизведения CD.
В апреле 1982 года Philips представил свой первый проигрыватель компакт-дисков. Первыми коммерческими дисками стали The Visitors группы ABBA и Альпийская симфония Рихарда Штрауса в записи дирижёра Герберта фон Караяна.
В 1985 году альбом Brothers In Arms группы Dire Straits стал первым диском, проданным миллионным тиражом.
В 1988 году в СССР были приняты два стандарта, описывающие компакт-диски, — ГОСТ 27667-88 «Система цифровая звуковая „Компакт-диск“. Параметры» и ГОСТ 28376-89 «Компакт-диск. Параметры и размеры».
В 2000 году мировые продажи альбомов на CD достигли своего пика на отметке 2,455 млрд. В 2006 году это значение уменьшилось до 1,755 млрд штук.
В 2015 году американская ассоциация звукозаписывающих компаний (RIAA) выложила отчёт, где было указано, что число продаж физических носителей (CD) составило 124,5 млн экземпляров.

## Стандарт
Название Red Book («Красная книга») связано с вхождением стандарта в набор стандартов форматов компакт-дисков, известных как Rainbow Books («Радужные книги»). Первая редакция стандарта издана в июне 1980 года компаниями Philips и Sony, затем доработана организацией Digital Audio Disc Committee и ратифицирована как стандарт IEC 908. Стандарт не является свободно доступным и подлежит лицензированию у Philips; стоимость лицензии составляет 5000 долларов США. Текст стандарта доступен для скачивания в формате PDF и стоит 242 доллара США.
CDDA не следует путать с CD-ROM, хотя они используют схожий физический носитель и одну систему канального кодирования, то есть в некоторых проигрывателях возможно воспроизведение дисков формата CD-ROM так же, как и CD-DA, но без звука и обычно с 1 дорожкой. А если поставить VCD-диск, то на дисплей проигрывателя выведется количество видеотреков, но воспроизведения всё равно не будет.

## Спецификация аудио в стандарте Red Book
- Максимальное время всех записей составляет 79,8 минуты[3]
- Минимальное время звуковой дорожки — 4 секунды (включая 2-секундную паузу)
- Максимальное количество звуковых дорожек — 99
- Максимальное число точек отсчёта (разделов звуковых дорожек) — 99 без ограничений по времени
- Должен присутствовать International Standard Recording Code (ISRC)

## Технические параметры
- Диаметр диска — 120 мм
- Диаметр внутреннего отверстия — 15 мм
- Толщина диска — 1,2 мм
- Материал основы — поликарбонат либо полиметилметакрилат
- Защитное покрытие — полиуретановый лак
- Воспроизведение информации — постоянная линейная скорость 1,2-1,4 м/с
- Шаг дорожки — 1,6 ± 0,1 мкм
- Ширина питов — 0,4 мкм
- Глубина питов — 0,12 мкм
- Длина питов — 0,83—3,1 мкм
- Длина волны лазера — 780 нм
- Числовая апертура считывающего объектива 0,45
- Частота дискретизации — 44,1 кГц
- Разрядность — 16 бит (линейное квантование)
- Скорость считывания звуковой информации — 1,4112 Мбит/с
- Общая скорость считывания информации — 1,9404 Мбит/с
- Канальная скорость считывания — 4,3218 Мбит/с
- Канальная модуляция — EFM (преобразование 8-14)
- Коррекция ошибок — двойной корректирующий код Рида — Соломона с перемежением (CIRC), а также замена нескорректированных ошибок с помощью интерполяции.
- Избыточность — 25 %
- Максимальная продолжительность записи — 74 (99,9999 %) мин
- Максимальный объём информации, записанной на диске — 0,78 Гбайт

Примечание. Ряд параметров, непосредственно определяемых скоростью вращения диска: скорость считывания и др. — стандартизированы с высокой точностью, но отличаются (а именно, больше в несколько раз), когда используется ускоренное копирование.

## Защита от копирования
Так как Audio-CD, в отличие от аудиокассет, является цифровым носителем информации, это дало возможность копировать звуковую информацию на жёсткий диск персонального компьютера, в том числе и для целей дальнейшего нелегального распространения посредством загрузки на веб-ресурсы, в пиринговые сети и записи контрафактных копий.
В связи с этим, издатели начали разрабатывать меры по защите от копирования. Эти меры могут включать в себя как способы аппаратного характера (намеренные ошибки), так и программные. Программные средства защиты связаны с запуском или инсталляцией на ПК пользователя программного обеспечения, которое препятствует копированию защищённого диска. Для того чтобы пользователь запустил данную программу, применяется функция автозапуска операционной системы.